# Mijaíl Mustygin
Mijaíl Mustygin (en ruso: Михаил Михайлович Мустыгин; Kolomna, RSFS de Rusia; 27 de octubre de 1937 – Bielorrusia; 27 de enero de 2023) fue un futbolista bielorruso que jugó en la Unión Soviética, en la posición de delantero.

## Carrera

### Club
| Periodo   | Club                |
| --------- | ------------------- |
| 1955–1956 | FC Avangard Kolomna |
| 1956      | FC Oka Stupino      |
| 1957–1958 | FC Avangard Kolomna |
| 1959–1960 | CSK Moscow          |
| 1961–1968 | FC Dinamo Minsk     |
| 1977      | FC Dinamo-2 Minsk   |

## Logros
- Goleador de la Primera División de la Unión Soviética en 1962 y 1967.
- Medalla de la Distinción Laboral en 2007.[3]